# Mezco Toyz
Mezco Toyz est une entreprise de jouets, fondée en 1998 dans le New Jersey, qui fabrique des figurines et autres objets de collection sous licence. Les produits les plus populaires sont la ligne de jouets culte Living Dead Dolls. Parmi les autres produits sous licence, citons Family Guy, South Park et Hellboy. En dehors des figurines et des poupées, Mezco est également connu pour sa ligne de figurines originales en forme de blocs : Mez-Itz.